# Темиртау
Темирта́у (каз. Теміртау) (до 1945 року — селище Самаркандське) — місто в Казахстані, у Карагандинській області, за 30 км на північний-захід від адміністративного центру області міста Караганди. Великий індустріально-промисловий центр. Адміністративний центр Темиртауської міської адміністрації.

## Географія
Місто розташоване на півночі Карагандинської області, в центрально-східній частині Казахстану, на південно-західному узбережжі Самаркандського водосховища (Нуринского) на річці Нура. Через нього пролягає автошлях М36, за маршрутом Астана — Караганда.

## Назва
Назва міста перекладається з казахської мови як «залізна гора»: темір — «залізний», тау — «гора». Назва пов'язана з основним у місті підприємством — одним із найбільших у Казахстані комплексів гірничо-металургійного сектору, з 2007 року — «АТ АрселорМіттал Теміртау», яке у 2012 році посіло 9-те місце в рейтингу «Експерт-100-Казахстан».

## Історія

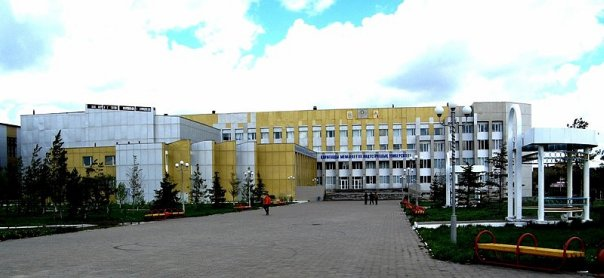
Карагандинський державний індустріальний університет

Історія міста Темиртау тісно пов'язана із гірничо-добувною та металургійною промисловістю Казахстану.
- 15 червня 1905 — в ході Столипінської реформи перші групи переселенців осіли на лівобережжі річки Нура. Це було 40 сімей, які прибули дорогою з Самари. Поселення отримало найменування Жаур, за назвою сопки на протилежному березі річки.
- 1909 — селище Жаур перейменоване в Самаркандське (в перекладі з казахської мови: қант — «цукор», сюди його здавна привозили із самої Самари, тому із самар + кант склалася назва Самаркандське)[6]
- 1911 — побудовані перша школа й лікарня.
- наприкінці 1920-х років в цьому районі перебувала геологічна експедиція на чолі з відомим казахським вченим-геологом Канишем Сатпаєвим. Корисних копалин тут не виявили, але у звітних документах зробили висновок: «Район селища Самаркандського, як би самою природою призначений для того, щоб в майбутньому стати центром чорної металургії Казахстану». Цей запис став доленосним для подальшої історії міста.
- 1933 — для забезпечення розвитку Карагандинського вугільного басейну, побудований водоканал Самаркандське-Караганда.
- 1939 — на річці Нура зведена гребля (20 м заввишки та 300 м завширшки). Почалося заповнення новоствореного Самаркандського водосховища, яке тривало до 1961 року.
- 1942 — запущено в експлуатацію першу турбіну Карагандинської ГРЕС, будівництво якої було розпочато ще у 1934 році.
- 1943 — розпочав роботу завод синтетичного каучуку.
- 1944 — споруджуваний Казахський металургійний завод дав першу сталь. Плавка велася в мартенівській печі.
- 1 жовтня 1945 — селище Самаркандське отримало статус міста і нову назву — Темиртау.
- 1947—1949 — у таборі, облаштованому неподалік міста, розміщувадися  японські військовополонені.
- 1950 — заснований Карагандинський металургійний комбінат (КМК «КарМетКомбінат»). Уряд СРСР оголосив про початок Всесоюзного ударного будівництва, і в місто почало приїжджати безліч молодіжних загонів з усього  Радянського Союзу, і навіть з країн-союзників (переважно з Болгарії).
- 1959 — заворушення і повстання серед робітників, вкрай незадоволених поганими умовами праці, перебоями з постачанням води, харчування, товарів тощо, викликаними численними помилками адміністрації. В результаті зіткнень з міліцією (за офіційними даними) 16 робітників було вбито, 27 — поранено, близько 70 — заарештовано і засуджено, із них 5 — засуджено до вищої міри покарання. Так само поранено 28 міліціонерів.
- 1960 — доменна піч № 1 дала першу плавку чавуну.
- 1963 — на базі Карагандинського політехнічного інституту і Карагандинського металургійного комбінату утворений завод-ВТУЗ (раніше — Карагандинський металургійний інститут, нині — Карагандинський Державний індустріальний університет).
- 1970-ті — збудовано новий спорткомплекс, який включив у себе 50-метровий плавальний басейн «Дельфін» (нині — «Жастар»), стадіон на 15 000 місць і критий льодовий палац.
- січень 1971 — місто нагороджене орденом Трудового Червоного Прапора.
- 1972 — відкрито Палац культури металургів (ДКМ).
- квітень 1974 — відкритий пам'ятник Воїнові з Вічним вогнем, які уособлюють подвиг Темиртауських солдатів, полеглих під час німецько-радянської війни (автор — С. Б. Назарян)[7].
- 1978 — почав роботу парк культури і відпочинку «Схід».
- 1984 — споруджений новий житловий комплекс — квартал «Зеніца» (нині — 70-й квартал), названий так на честь тодішнього югославського міста-партнера Зеніца.
- січень 1993 — в парку «Схід» відкритий «Зимовий Сад».
- 1995 — Карагандинський металургійний комбінат («КарМетКомбінат») переданий компанії «Ispat International», який отримав назву «Ispat-KarMet», згодом — «Mittal Steel Temirtau», а з 2007 року — «ArcelorMittal Temirtau».
- 2000 — Темиртау відзначає 40-річчя плавки чавуну.
- 2005 — святкування 60-річчя міста Темиртау.
- 2010 — Темиртау святкує 50-річчя «Казахстанської Магнітки».

## Населення

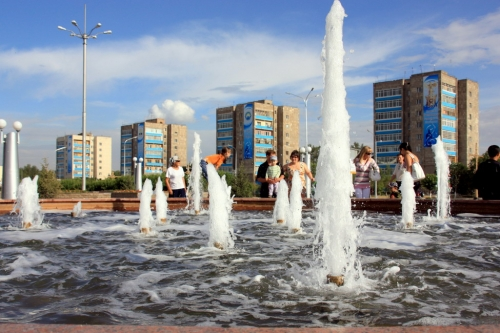
Фонтан на майдані перед монументом металургам

Населення Темиртау — поліетнічне і багатонаціональне. Станом на 1 січня 2010 року значну частину населення міста становили росіяни — 60,75 %, казахи — 21,72 %, українці — 5,58 %, німці — 2,91 %, татари — 2,45 %. Інші національності нараховували близько 6,59 % від загального числа населення міста.
Населення — 171019 осіб (2021; 169590 у 2009, 170481 у 1999, 212382 у 1989, 215100 у 1979, 166000 у 1970, 76400 у 1959, 5100 у 1939).

### Національний склад
| Національність | Чисельність осіб (2010) | %      |
| -------------- | ----------------------- | ------ |
| Всього         | 177 769                 | 100,00 |
| Росіяни        | 108 003                 | 60,75  |
| Казахи         | 38 615                  | 21,72  |
| Українці       | 9 924                   | 5,58   |
| Німці          | 5 168                   | 2,91   |
| Татари         | 4 361                   | 2,45   |
| Білоруси       | 2 267                   | 1,28   |
| Корейці        | 1 648                   | 0,93   |
| Греки          | 918                     | 0,52   |
| Башкири        | 585                     | 0,33   |
| Чеченці        | 577                     | 0,32   |
| Азербайджанці  | 566                     | 0,32   |
| Поляки         | 515                     | 0,29   |
| Мордва         | 513                     | 0,29   |
| Чуваші         | 468                     | 0,26   |
| Молдовани      | 410                     | 0,23   |
| Узбеки         | 284                     | 0,16   |
| Литовці        | 246                     | 0,14   |
| інші           | 2 701                   | 1,52   |

## Промисловість

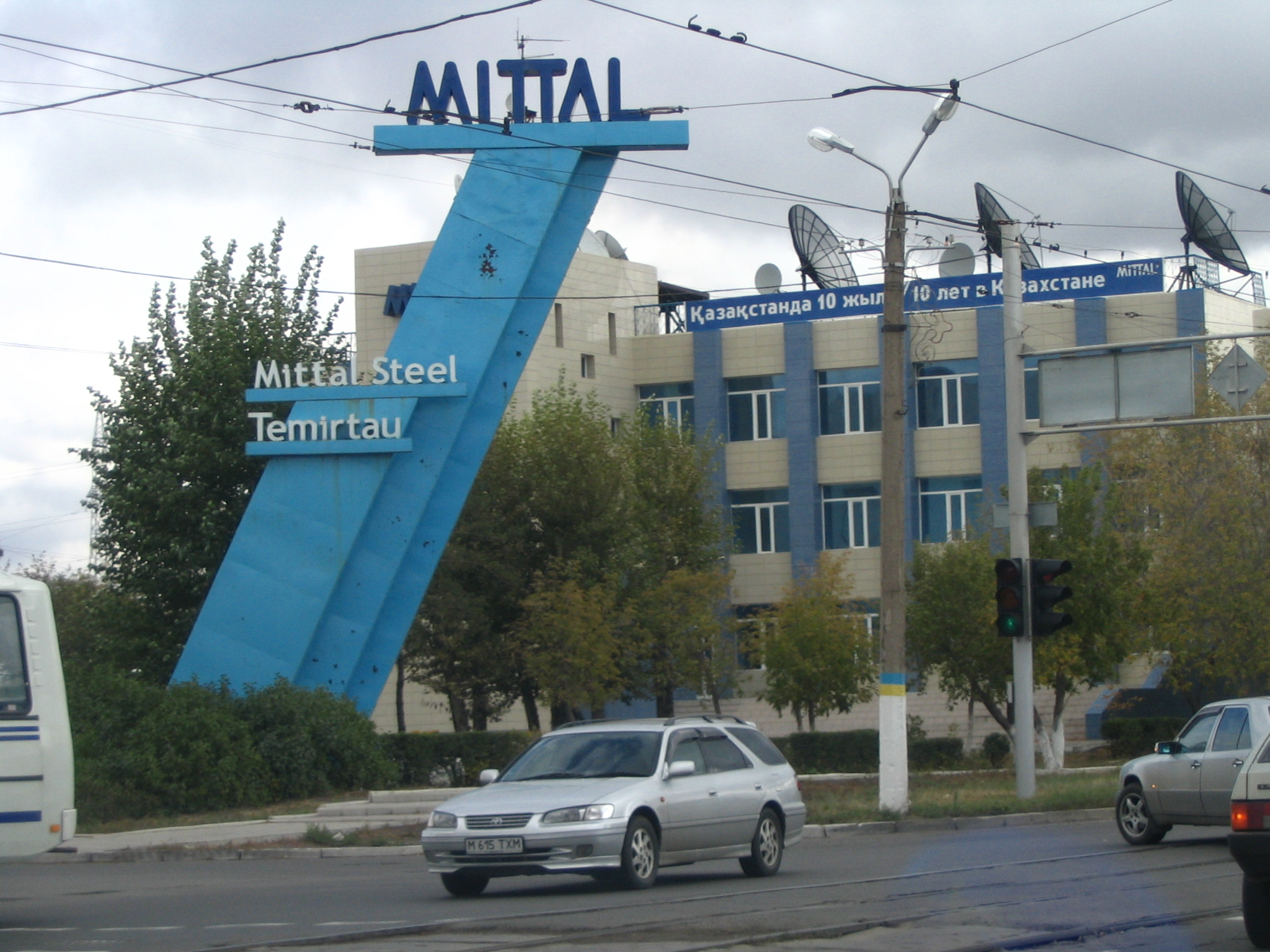
Адміністративне приміщення «АТ АрселорМіттал Теміртау»

Місто Темиртау є великим індустріально-промисловим центром Карагандинської області і Республіки Казахстан. Станом на початок 2012 року на частку міста приходилося 34,8 % загальнообласного промислового виробництва, з нього 100 % плоского прокату, 89 % — труб з чорних металів, 43 % — теплової енергії, 25 % — електричної енергії, 47 % — кам'яного вугілля, 100 % — цементу.
Обсяг виробництва промислової продукції підприємств всіх видів діяльності за 2011 рік у вартісному вираженні склав 425,7 млрд. тенге, що на 107,1 % більше ніж за попередній рік. З них основну частину відсотків належить таким підприємствам як:
- металургійний гігант «АТ АрселорМіттал Темиртау» — гірничо-металургійний комплекс з повним циклом виробництва і власною енергетичною базою (видобуток вугілля, залізної руди, виплавка чавуну і сталі, виробництво сортового прокату і труб);
- ТОВ «ТЕМК» (електрометалургійний комбінат) — випуск вапна, кисню і вуглекислого газу в балонах, карбіду кальцію, феросилікомарганцю.
- ТОВ «ЗПХ Техол KZ» — завод з виготовлення промислових холодильників і випуску металоконструкцій;
- АТ «Central Asia Cement» (селище Актау) — виробництво цементу;
- АТ «Карцемент»(селище Актау) — виробництво азбестоцементних виробів;
- ТОВ «Бідай-Нан ЛТД і Со» — підприємство харчової промисловості;
- ТОВ «RenMilk» — підприємство молочної промисловості;
- ТОВ «Аян М» — переробка молочної продукції;
- ТОВ «Bassel Group LLS» (Карагандинська ГРЕС-1) — виробництво електроенергії.

### Транспорт
Місто Темиртау має розвинену транспортну інфраструктуру. У місті працює декілька підприємств, що обслуговують близько 30 автобусних маршрутів, які охоплюють все місто і приміські території. У місті поширене маршрутне таксі, звичайне пасажирське таксі представлено численними фірмами. Протяжність автодоріг міста — 295 км, у тому числі з асфальтовим покриттям — 259 км, ґрунтові дороги — 36 км.

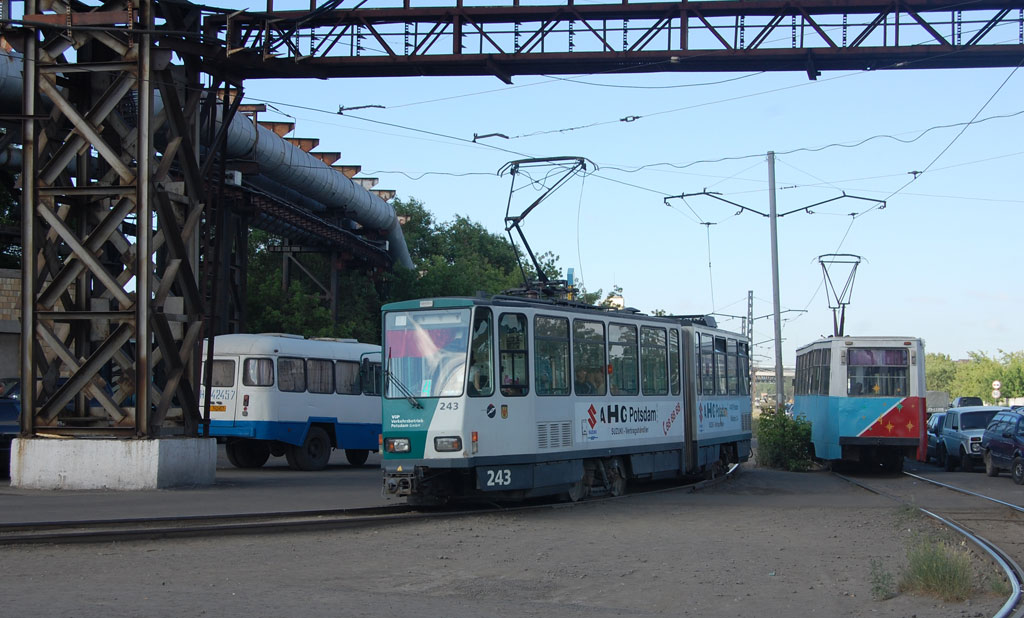
Трамвай Темиртау

У 1959 році в Темиртау відкрита трамвайна мережа, яка є однією з чотирьох діючих в Казахстані. Останніми роками трамвайним рухом керувало АТ «АрселорМіттал Темиртау», історично проїзд для працівників підприємства був безкоштовним.
У 2023 році підприємство припинило обслуговувати трамвайний рух через застарілий рухомий склад, а депо занепало. Коли на підприємство і місто прийшов новий інвестор, відбулося декілька зустрічей із населенням, і одне з головних прохань темиртаусців стосувалася відновлення трамвайного руху. З 1 квітня 2024 року розпочався проєкт відновлення електротранспорту в Темиртау, на що знадобилося 12 млрд тенге. Загальна протяжність колії залишилася незмінною — 23 км. Протягом усього довелося поміняти контактну мережу та замінити 100 опор, тому що сучасні трамваї, які придбані підприємстаом, вищі на один метр. Відновлення трамвайного руху передбачено у грудні 2024 року.

## Освіта і культура
В Темиртау діє 30 загальноосвітніх шкіл, розрахованих на більше ніж 19 000 учнів і два заклади вищої освіти (університети).
Центром культури міста є міський палац культури, який був відкритий 5 листопада 1972 року. Будівля була побудована за типовим проєктом радянських архітекторів. Фасад палацу прикрашають 8 масок, які символізують фахівців металургійної справи, над фасадом концертного залу розташована незвичайна металева скульптура музи Мельпомени. При ПК працює безліч гуртків і ансамблів для дітей міста. Із них самі відомі: зразковий вокально-хореографічний ансамбль «Натхнення» і зразковий хореографічний ансамбль «Арабески».
У місті знаходиться футбольного клубу першої ліги Казахстану — «Булат-AMT». Крім того, в Чемпіонаті Казахстану з хокею місто представлене хокейною командою «Аристан».
В Темиртау виходить декілька місцевих газет («Дзеркало Темиртау», «Казахстанська Магнітка», «Металург», «Калейдоскоп Темиртау», «Вечірня газета»). Крім того, в ефірі транслюють свої передачі декілька телерадіо каналів («Телекомпанія TV-29» 29 ДМВ, «Телекомпанія Сфера» 41 ДМВ, «Телекомпанія ТКТ» 26 ДМВ, «Телекомпанія 43 канал» 43 ДМВ, «Радіо 102» 102 FM).

## Персоналії
Відомі особистості, які народились, відвідували або мешкали у місті Темиртау:
- Антипін Володимир Юрійович (нар. 18 квітня 1970, Темиртау) — казахський хокеїст, захисник.
- Антонов Антон Станіславович (нар. 23 січня 1970, Чудово Новгородської області) — російський письменник-фантаст, журналіст. До 1980 року проживав у місті Темиртау.
- Аубакіров Токтар Онгарбайович (нар. 27 липня 1946, Каркаралинський район, Карагандинська область) — перший космонавт Казахстану і водночас 72-ий (останній) космонавт СРСР. Герой Радянського Союзу (1988). На початку 1960-х років працював токарем на Темиртаускому ливарно-механічному заводі.
- Ахметов Серік Нигметовіч (нар. 25 червня 1958, Темиртау) — доктор економічних наук, прем'єр-міністр Казахстану (2012).
- Гончаренко Олег Миколайович (нар. 5 серпня 1959, Темиртау) — український поет, прозаїк, публіцист, перекладач.
- Іванов Микита Васильович (нар. 31 березня 1989, Темиртау) — казахський хокеїст, нападник.
- Назарбаєв Нурсултан Абішевич (нар. 6 липня 1940, с. Чемолган, Каскеленський район) — президент Казахстану. У 1960-ті роки працював робітником у тресті «Казметаллургстрой», а згодом на партійній і комсомольській роботі міста Темиртау.

## Міста-партнери
У Темиртау два міста-партнери:
- Зеніца, Боснія і Герцеговина (1982)
- Кам'янське, Україна (2000)